# Pedro Gutiérrez (cyclisme)
Pour les articles homonymes, voir Pedro Gutierrez et Gutiérrez.
Gutiérrez  Daza est un nom espagnol. Le premier nom de famille, en général paternel, est Gutiérrez ; le second, en général maternel, souvent omis, est Daza.
Pedro António Gutíerrez Daza, né le 8 août 1989 à Quíbor, est un coureur cycliste vénézuélien.

## Palmarès sur route

### Par année
- 2009
  - 2e du championnat du Venezuela du contre-la-montre espoirs
- 2010
  - 3e du championnat du Venezuela sur route espoirs
- 2011
  - Classement général du Tour du Venezuela
  - 2e du championnat du Venezuela du contre-la-montre espoirs
- 2013
  - 3e du championnat du Venezuela du contre-la-montre
- 2016
  -  Champion du Venezuela du contre-la-montre
  - 7e étape du Tour du Trujillo
  - 6e étape du Tour du Venezuela
- 2017
  -  Champion du Venezuela du contre-la-montre
  - 9e étape du Tour du Venezuela
- 2018
  -  Champion du Venezuela du contre-la-montre
  - Tour du Táchira : 
    - Classement général
    - 2e étape
- 2021
  - 3e du Tour du Venezuela

### Classements mondiaux
| Année            | 2010 | 2011 | 2012 | 2013 | 2014 | 2015 | 2016 | 2017 | 2018 | 2019 |
| ---------------- | ---- | ---- | ---- | ---- | ---- | ---- | ---- | ---- | ---- | ---- |
| UCI America Tour | 364e | 36e  | 393e | 341e |      | 437e | 99e  | 116e | 23e  | 429e |

## Palmarès sur piste
- 2019
  - 3e du championnat du Venezuela de poursuite
  - 3e du championnat du Venezuela de course aux points